# Vlag van Jeju-do

Vlag van Jeju-do

De vlag van Jeju-do is op 2009 vastgesteld als de provincievlag van de Zuid-Koreaanse provincie Jeju-do. De vlag toont de onderste drie vlakjes, die verwijst naar een gestileerde voorstelling van het eiland en de zee, de zon die opkomt en de letters "Jeju" en de Hangul-schrift "제주특별자치도".
Het embleem is een uniek symbolisch embleem dat officieel is aangewezen door Jeju-do en impliceert de waarden en visie die Jeju-do vertegenwoordigen.
- Horizontale penseelstreken: staan voor de Jeju-geest van gelijkheid en de natuur van Jeju, dat op de Werelderfgoedlijst staat.
- Zwart: De kleur van basalt, vertegenwoordigt de kracht van Jeju-do en de cultuur van de bevolking van Jeju-do die tradities beschermt en ontwikkelt.
- Blauw: staat voor de zee en het biosfeerreservaat.
- Groen: staat voor Jeju-do's weelderig groene Hallasan-berg en natuurlijke omgeving.
- Oranje: vertegenwoordigt de toekomstgerichte waarde van Jeju-do als speciale autonome provincie en de hoop op een torenhoog Jeju.[4]

## Vorige vlag

Vorige vlag
(1966-2009)

De vorige vlag is diagonaal verdeeld, met een blauwe driehoek die Hallasan en de aarde symboliseert, en de witte driehoek de hemel. De rode cirkel in de driehoek symboliseert de zon en de drie golfpatronen in de cirkel staan symbool voor Cheju's "Samda", de drie overvloedige dingen: vrouwen, winden en stenen en "Sammu", drie niet-bestaande dingen: bedelaars, dieven en poorten. Al deze elementen stellen het pure Cheju-volk voor. De vlag was voor het eerst officieel gehesen op 3 mei 1966.